# Táňa Keleová-Vasilková
Táňa Keleová-Vasilková (* 7. duben 1964 Chomutov) je slovenská spisovatelka. Píše romány pro ženy. Moho jejích románů bylo přeloženo do češtiny.

## Život
Narodila se v rodině slovenského publicisty a cestovatele Františka Keleho. Jako čtyřletá se přestěhovala s rodiči do Bratislavy, kde od té doby žije a působí. Vystudovala gymnázium a žurnalistiku na Filozofické fakultě Univerzity Komenského v Bratislavě. V letech 1987–1991 pracovala jako redaktorka v časopise Osvětová práce, od roku 1991 je spisovatelkou na plný úvazek. 
Je vdaná, je matkou tří dětí, se kterými žije v Bratislavě-Devínské Nové Vsi.

## Dílo
- 1997 – Cena za voľnosť
- 1998 – Manželky
- 1999 – Túžby
- 2000 – Mama pre Veroniku
- 2001 – Čriepky
- 2001 – Okienko do snov
- 2002 – Slzy a smiech
- 2003 – Pozlátka
- 2003 – Čaro všednosti
- 2003 – Siete z pavučín
- 2004 – Tichá bolesť
- 2004 – Cukor a soľ
- 2005 – Ja a on
- 2006 – Kvety pre Lauru
- 2006 – Modrý dom
- 2007 – Dúhový most,
- 2008 – Nataša
- 2008 – Rozbité šťastie
- 2009 – Srdce v tme
- 2009 – Klamstvá
- 2010 – Sľub
- 2011 – Ranč u starého otca
- 2011 – Dva životy
- 2012 – Nikdy
- 2012 – Tá druhá
- 2014 – Julinkina pekáreň
- 2014 – Čo To Bude?
- 2015 – Vône Života
- 2016 – Si Ako Slnko
- 2017 – Moje Recepty
- 2017 – Priateľky
- 2018 – Tri Sestry
- 2018 – Mama
- 2019 – Rodinné Klbko
- 2019 – Zrkadlo
- 2019 – Moja Záhrada
- 2020 – Manželky po rokoch
- 2021 – Skúšky
- 2022 – Olívia
- 2023 – Olívia a on
- 2024 – Eliška